# Judíos en la Alemania nazi
La política racial nazi fue evolucionando entre los años 1934 y 1939. El Partido Nazi se convirtió cada vez más radical en sus opiniones sobre el tratamiento de las minorías en Alemania, sobre todo hacia los judíos. La base del pensamiento nazi fue la idea de una sociedad dividida en categorías, la Volksgemeinschaft (la comunidad popular), que supondría ser la espina dorsal de la sociedad de la futura Alemania.
La nación fue dividida entonces en dos categorías:
- El Volksgenossen (compañeros de la nación), que pertenecía a Volksgemeinschaft
- El Gemeinschaftsfremde (residentes), que consideraban no pertenecer al cuerpo histórico y cultural de Alemania.

En esta segunda categoría se incluía a todas las personas de origen judío, gitanos, personas LGBT, "asociales hereditarios", y todas las personas con discapacidades físicas o mentales.

## La comunidad judía en la Alemania nazi (1933-1939)
En 1933, la persecución de los judíos por parte del nazismo se convirtió en una política activa. Los nazis acusaban a los judíos de todos los problemas de Alemania: la pobreza, el desempleo y la derrota en la Primera Guerra Mundial. Los alemanes no quedaron satisfechos con el Tratado de Versalles que solo garantizó a Gran Bretaña y Francia como potencias imperiales europeas. Ese año fueron promulgadas las primeras leyes contra los judíos pero al principio no se aplicaron tan estrictamente, o no de forma tan devastadora como en los años posteriores. A muchos los mataban y a otros los obligaban a hacer trabajos forzados.

### Boicot laboral (1933)

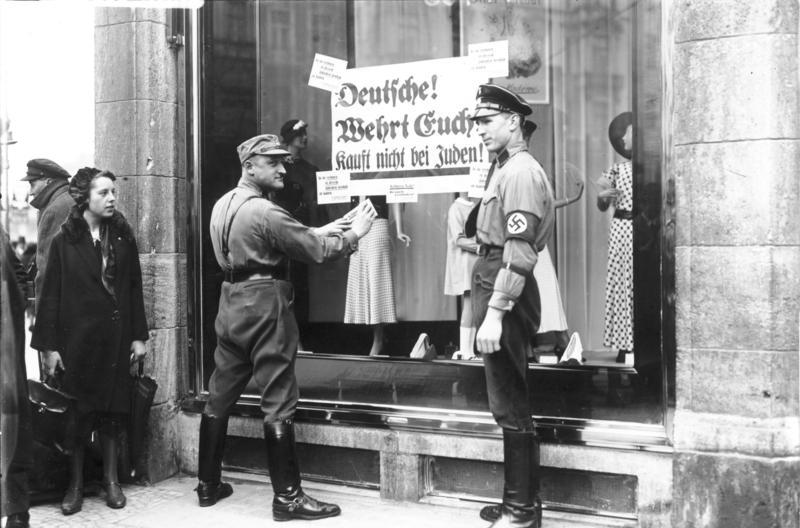
Boicot del 5 de abril de 1933

El 1 de abril de 1933, ingenieros, doctores, abogados, maestros, y comerciantes judíos fueron boicoteados. Solo seis días después la Ley para la Restauración de Servicio Profesional Civil fueron privados de privilegios y alejados de posiciones de nivel superior reservadas para los alemanes «arios». A partir de entonces, los judíos se vieron obligados a trabajar en los puestos de menor categoría, por debajo de los alemanes.
El 2 de agosto de 1934, murió el presidente Paul von Hindenburg. No fue designado un nuevo presidente, sino que las competencias del canciller y el presidente se combinaron en el cargo de Führer. Esto, y un gobierno amansado sin partidos que se opusieran, permitió tener a Adolf Hitler un control absoluto del poder legislativo. La Wehrmacht también realizó un juramento personal de lealtad a Hitler, dándole poder sobre los militares; esta posición le facilitó ejercer más poder y presión sobre los judíos.

### Hitler despoja a los judíos de la nacionalidad alemana (1935-1936)
En 1935 y 1936, la persecución de los judíos fue aumentando aceleradamente. En mayo de 1935, se prohibió a los judíos ingresar en la Wehrmacht (fuerzas armadas) y ese mismo año la propaganda antijudía apareció en tiendas y restaurantes de la Alemania nazi.
En 1936, los judíos fueron apartados de todas las profesiones liberales, previniendo de manera efectiva que ejercieran influencia alguna en educación, política, formación universitaria o industria. Debido a esto, no hubo nada que frenara los movimientos antijudíos que se extenderían a lo largo y ancho del panorama económico en la Alemania Nazi.
Después de la Noche de los cuchillos largos, la Schutzstaffel (SS) se convirtió en la fuerza policial dominante en Alemania. El Reichsführer SS Heinrich Himmler, estaba deseoso de complacer a Hitler, y obedecer gustosamente sus órdenes. Desde que la SS fue la guardia personal de Hitler, sus miembros fueron mucho más leales y calificados de lo que los de las Sturmabteilung (SA) habían sido. Debido a esto, fueron también apoyados, aunque con desconfianza, por el ejército, que ahora estaba más dispuesto que antes a coincidir con las decisiones de Hitler. 
Todo esto permitió a Hitler más control directo sobre el gobierno y las actitudes políticas hacia judíos en la Alemania nazi.

## Leyes de Núremberg de Pureza Racial (1935)

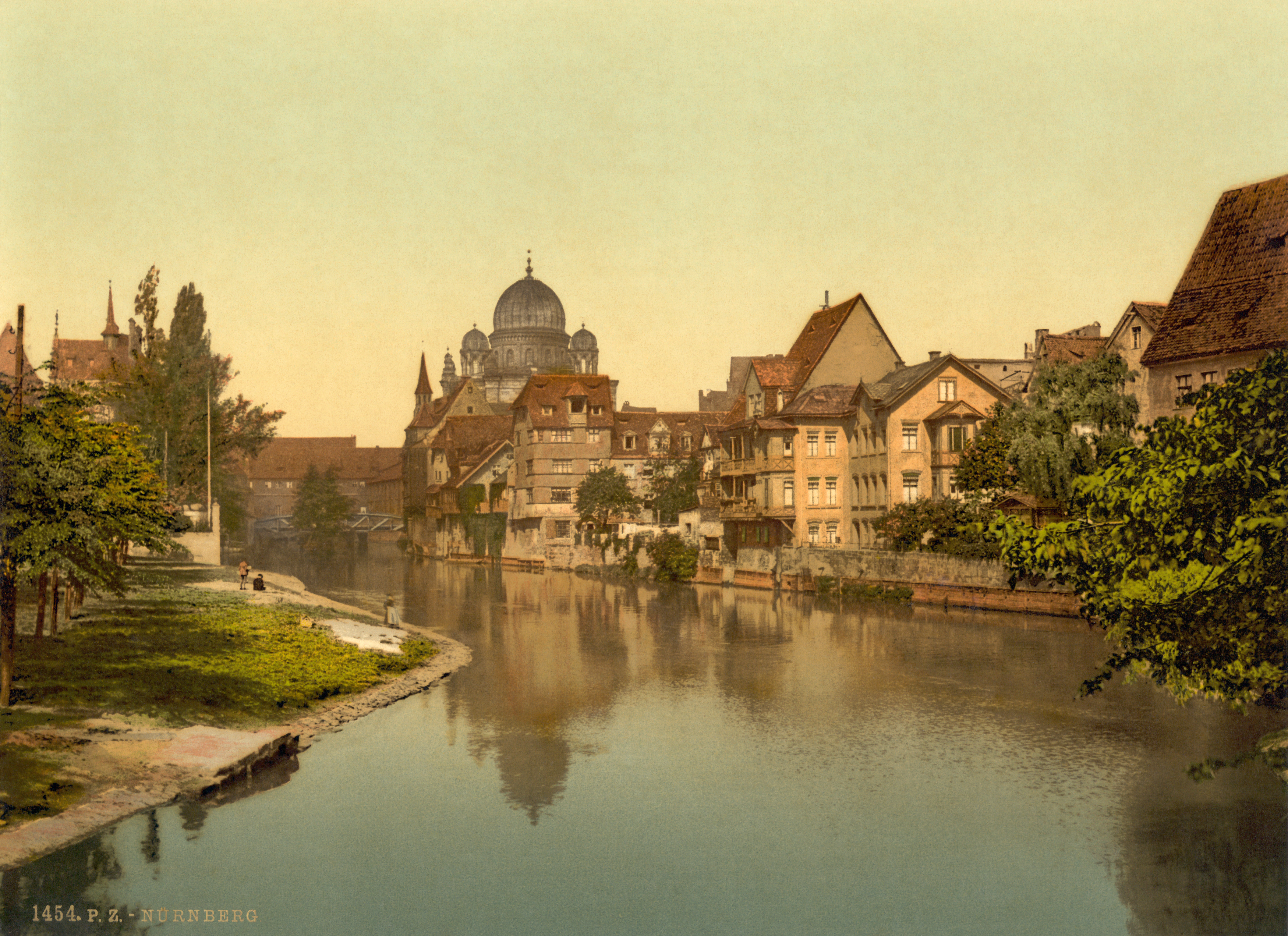
Synagoga de Núremberg, 1890-1900. El edificio fue destruido en 1938.

Las Leyes de Núremberg de Pureza Racial se aprobaron mientras se producían las grandes manifestaciones nazis en Núremberg. El 15 de septiembre de 1935, se aprueba la Ley para la Protección de la Sangre y el Honor Alemanes, impidiendo el matrimonio entre judíos y no judíos.
Al mismo tiempo, la Ley de Ciudadanía del Reich fue aprobada, y reforzada en noviembre por un decreto que establecía que todos los judíos (incluidos los hijos de judío y ario o nietos de judío y ario) dejaban de ser ciudadanos (Reichsbürger) de su propio país (su estatus oficial pasó a ser Reichsangehöriger, «Miembro del Reich»). Eso significaba que no tenían los derechos civiles básicos, como el del votar (Aunque para ese momento el derecho al voto para los alemanes no judíos sólo significaba la obligación de votar por el partido nazi). Esta supresión de los derechos básicos de los ciudadanos precedería a la subsiguiente aprobación de leyes mucho más severas contra los judíos. La redacción de las Leyes de Núremberg suele atribuirse a Hans Globke.
Todas esas leyes en su conjunto establecían una división entre alemanes y judíos, al consagrar a los primeros como «ciudadanos del Reich» y reducir a los segundos a la categoría de «residentes».

### Discriminación cultural, laboral y económica (1937-1938)
En 1937 y 1938, nuevas duras leyes se aplicaron, y la segregación contra los judíos por parte de la población aria alemana se inició. En particular, los judíos fueron penalizados económicamente por su condición del estatus racial. 
El 4 de junio de 1937, un joven judío alemán, Helmut Hirsch, fue ejecutado por estar involucrado en un complot para matar a dirigentes nazis, incluido Hitler. 
Al 1 de marzo de 1938, los contratos de los gobiernos ya no pueden ser adjudicados a las empresas judías. El 30 de septiembre, los médicos «arios» solo pueden tratar pacientes «arios». La atención médica a los judíos ya se veía obstaculizada por el hecho de que los judíos fueron prohibidos de ejercer como médicos o tener cualquier puesto profesional anteriormente. 
A partir del 17 de agosto de 1938, los judíos tuvieron que agregar a sus nombres Israel, los hombres, o Sara, las mujeres, y una gran J iba a ser impresa en sus pasaportes. El 15 de noviembre los niños judíos fueron prohibidos de ir a las escuelas normales.

#### LaNoche de los cristales rotos(1938)
El incremento del totalitarismo y el militarismo del régimen que se imponía en Alemania por Hitler, le permitió controlar las acciones de la SS y de los militares. El 7 de noviembre de 1938, un joven polaco judío, Herschel Grynszpan, atacó y disparó contra dos funcionarios alemanes nazis en la embajada alemana en París. Grynszpan estaba enojado por el trato que sufrían sus padres por los nazis en Alemania. El 9 de noviembre uno de los alemanes atacados murió. Goebbels dio instrucciones para que se organizaran manifestaciones, como represalia, en contra de los judíos y fueran realizadas por toda Alemania.
Las SS organizaron la Noche de los cristales rotos (Kristallnacht), que se llevó a cabo esa misma noche. Más de 7000 tiendas y almacenes de judíos fueron destrozados, aproximadamente 1574 sinagogas (prácticamente todas las que había en Alemania) fueron incendiadas así como muchos cementerios judíos. Más de 30 000 judíos fueron detenidos e internados en los campos de concentración recién creados; unos cuantos incluso fueron golpeados hasta la muerte. El número de judíos alemanes asesinados es incierto, con estimaciones de aproximadamente 200 durante más de dos días de levantamientos. Esta violencia indiscriminada explica que algunos alemanes que no eran judíos fueran asesinados simplemente porque alguien pensó que «parecían judíos».
Los acontecimientos en Austria no eran menos terribles, y la mayor parte de las 94 sinagogas de Viena y las casas de oración fueron dañadas parcial o totalmente. Los judíos fueron sometidos a toda clase de humillaciones, incluyendo el fregar los pavimentos mientras eran atormentados por sus compatriotas austriacos, algunos de los cuales habían sido sus amigos y vecinos.
Muchos alemanes quedaron indignados por esta acción cuando los daños se dieron a conocer, de modo que Hitler ordenó que recayera una multa sobre los judíos. Colectivamente, los judíos se tuvieron que hacer cargo para pagar una indemnización millonaria en daños y perjuicios. La multa planteó la confiscación de 20 % de todos los bienes judíos. Los judíos también tuvieron que reparar todos los daños a su propio costo. Al no cumplir con los "requisitos de persona" que los nazis querían, muchísimas personas murieron, desde niños hasta adultos mayores.

### Quiebra moral (1939)

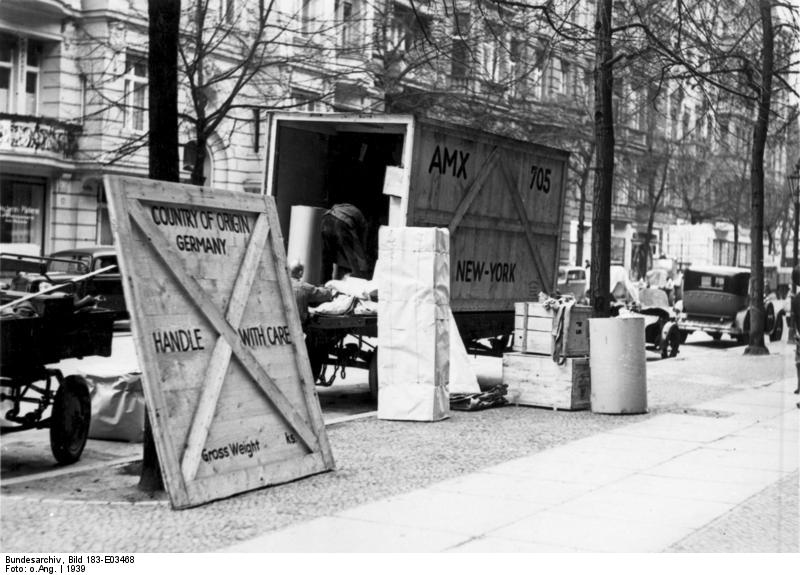
Familias judías de Berlín embalando sus pertenencias huyendo de la Alemania Nazi rumbo a Nueva York, 1939.

En abril de 1939, casi todas las empresas de judíos habían quebrado bajo la presión financiera y el descenso de los beneficios, o habían sido persuadidos a venderlas al gobierno nazi-alemán. Esto no solo redujo aún más a los judíos sus derechos como seres humanos, sino que en muchos aspectos fueron oficialmente separados del resto de la población alemana.

## El Holocausto (1940-1945)
La persecución nazi de los judíos desembocó en el Holocausto, en el que aproximadamente 6 millones de judíos de Europa fueron incinerados en hornos, deportados y exterminados durante la Segunda Guerra Mundial. El 19 de mayo de 1943, Alemania se declaró judenrein (limpio de judíos; también judenfrei: libre de judíos). Se cree que entre 170 000 y 200 000 alemanes judíos fueron asesinados. 
Entre los aproximadamente 150 000 alemanes judíos que sirvieron en la Reichswehr, se encontraban veteranos condecorados y oficiales de alto rango, incluyendo generales y almirantes. Un gran número de estos hombres ni siquiera se consideraban a sí mismos como judíos y habían abrazado la vida militar como forma de vida, siendo dedicados patriotas deseosos de servir a la reactivación de la nación alemana. Antes de la llegada de Hitler al poder, la Reichswehr no daba la menor importancia a su ascendencia, en la carrera de estos hombres, pero fue obligada posteriormente a revisarla en profundidad y a excluirlos del cuerpo militar.